# Sonntag
Sonntag är en kommun i distriktet Bludenz i förbundslandet Vorarlberg i Österrike.
Den består av 26 ortsdelar (Ortschaften) (inom parentes invånarantal 1 januari 2024):

- Bickelwald (0)
- Boden (88)
- Bregenzer (4)
- Buchboden (63)
- Buchholz (120)
- Bühl (24)
- Faschinastraße (7)
- Flecken (53)
- Garsella (70)
- Halde (6)
- Käscher (0)
- Litze (6)
- Mühle (11)
- Nesler (5)
- Reutele (5)
- Risana (2)
- Rothenbrunnen (1)
- Rufana (32)
- Sand (11)
- Schmiede (3)
- Seeberg (86)
- Senzaboda (1)
- Stein (6)
- Steinbild (1)
- Studa (0)
- Türtsch (31)